# Криворот Берга
Криворот Берга (лат. Cryptacanthodes bergi) — вид морских лучепёрых рыб из семейства криворотых отряда скорпенообразных.
Прибрежная донная рыба. Тело вытянуто, его максимальная длина до 21 см.
Встречается в западной части Тихого океана в водах Японии и России (залив Петра Великого и Татарский пролив).
Для людей угрозы не представляет.